# Санти Куатро Коронати
„Санти Куатро Коронати“ (на италиански: Basilica dei Santi Quattro Coronati е титулярна християнска базилика, разположена на хълма Целий в Рим, Италия. Тя е част от едноименния манастирски комплекс, включващ освен титулярната базилика, посветена на четиримата короновани светци, още два женски манастира - на сестрите-августинки и на малките сестри на Исус (на латински: Congregatio Parvarum Sororum Iesu), кардиналски дворец, и капелите „Санта Барбара“ и „Сан Силвестро“.

## История
Базиликата „Санти Куатро Коронати“ се споменава за пръв път в писмени актове на Римския синод от 595 г. по времето на папа Григорий Велики, но според някои изследователи е построена още по времето на папа Милтиад (311-314). Базиликата е посветена на четирима анонимни мъченици. Някои богослови ги идентифицират с панонските мъченици Клавдий, Касторий, Симпрониан и Никострат – каменоделци, които отказали да направят статуя на римския бог Ескулап, според други това са четиримата мъченици от катакомбите Албано – Секунд, Севериан, Карпофор и Викторин, а според трета група това са римски войници, отказали да принесат жертва на Ескулап.
Църквата е построена върху руините на римска вила от императорската епоха. Първоначално е изградена като трикорабна базилика с една апсида от запад. При папа Лъв ІV (847-855) тя е значително преустроена – изградена е крипта за съхранение на мощите на светците, две нови крила, в четирите ъгъла са пристроени отделни капели, от които е запазена до наши дни само капелата „Санта Барбара“. След преустройството храмът добива внушителните размери 95 м. дължина и 50 м. ширина. Издигната е и 22 метрова кула.
През 1084 г. южната част на Рим е разграбена от норманите под предводителството на Робер Гискар и базииката е изгорена до основи. Папа Пасхалий ІІ (1099-1118) възстановява базиликата, но размерът и е намален наполовина, т.е. до това, което е остава след пожара от западната част. В резултат на това се оформят два вътрешни двора, като първия от входа отговаря на този от ІХ век, а вътрешния между него и базиликата е изграден върху основите на старата сграда. От едната страна на базиликата е построен манастир, а от другата – кардиналски дворец. В настоящия си вид базиликата е трикорабна, като наосите са разделени от колони носещи арки. Апсидата останала от стария храм изглежда несъразмерно голяма за построената в умален размер сграда.
Новата църква е осветена на 20 януари 1116 г. В началото на ХІІІ век кардинал Стефано Конти, племенник на папа Инокентий III, преустроява двореца в крепост за защита на папата, който е в постоянни конфликти с императорите от династията Хоенщауфен.
През 1247 г. е осветена капелата „Сан Силвестро“, украсена с фрески свързани с живота на папа Силвестър І и император Константин І. По време на Авиньнонския плен на папите през ХІV век кардиналският дворец запада и е отново обновен по времето на папа Мартин V от кардинал Алфонсо Карило (1423-1434).
След преместването на папската резиденция от намиращия се наблизо Латерански дворец във Ватикана значението на комплекса намалява. През 1562 г. папа Пий ІV предоставят църквата и манастира към нея на монахини-августинки. От ХVІІ до края на ХІХ век манастирът се използва и като приют за сираци, отглеждани от монахините.
През 1879 г. манастирският комплекс е разделен: августинките остават да обитават неговата западна част (включително манастирския двор (клоатър) и бившия кардиналски дворец), а източната част, включваща сградите около първия вътрешен са одържавени. В източната част на комплекса е създаден първоначално лазарет, а от 1910 г. тям се помещава интернат за глухонеми.
През 1946 г. Светият престол откупува от Италианската държава секуларизираната през 1879 г. източна част от комплекса „Санти Куатро Коронати“. През 1995 г. в нея се разполага нов манастир на Малките сестри на Исус (на италиански: Piccole sorelle dell'Agnello, едно от разклоненията на Доминиканския орден). По този начин в наши дни на територията на комплекса съществуват два женски манастира. От манастирските помещения са достъпни за посещения само вътрешният двор, Календарната зала и капелата „Сан Силвестро“.